# Blang Baro Pr
Blang Baro Pr is een bestuurslaag in het regentschap Nagan Raya van de provincie Atjeh, Indonesië. Blang Baro Pr telt 173 inwoners (volkstelling 2010).